# Tretten (eksperimentalfilm)
|  | Denne artikel er oprettet af botten Steenthbot ud fra en ekstern database. Den kan derfor have sproglige fejl eller mangler. Denne skabelon kan fjernes efter kontrol af indholdet. |

 For alternative betydninger, se Tretten. (Se også artikler, som begynder med Tretten)
Tretten er en dansk eksperimentalfilm fra 1989 instrueret af Steen Møller Rasmussen efter eget manuskript.

## Handling
En portrætfilm, som præsenterer 13 danske billedkunstnere. Det er dog ikke en traditionel portrætfilm, idet den ikke har et pædagogisk sigte, men et visuelt. Hensigten har været at lave en film MED kunstnerne, ikke en film OM kunstnerne: Abrahamsson, Simonsen, Lemmerz, Ellegaard, Nørgaard, Jensen, Christiansen, Frandsen, Kvium, Bonde, Larsen, Knudsen, Hansen.

## Medvirkende
- Anette Abrahamsson
- K.B. Simonsen
- Christian Lemmerz
- Inge Ellegaard
- Lars Nørgård
- Berit Jensen
- Michael Kvium
- Erik A. Frandsen
- Torben Christensen
- Peter Bonde
- Annemette Larsen
- Nina Sten-Knudsen
- Lone Høyer Hansen